# Мул без вуздечки
Мул без вуздечки або Дівчина на мулі (фр. La Demoiselle à la mule або La Mule sans frein) — лицарський роман Паєна де Мезьєра. Твір написаний на початку XIII ст. та є пародією на творчість Кретьєна де Труа.

## Сюжет
На саму Трійцю до двору короля Артура прибуває дівчина на мулі та просить лицарство допомогти їй знову здобути втрачену вуздечку. Першим визивається сенешаль Кей, але його спроба здобути вуздечку закінчується невдачею, адже, проїхавши на мулі повз ліс (в ньому водяться дикі звірі), ущелину зі смердючими гадами,  Кей не наважується перейти через річку вузькою кладкою та повертається назад.
Після Кея, на пошуки вуздечки вирушає лицар Говейн. Він долає всі перешкоди, а також натрапляє на замок, чарівні стіни якого весь час крутяться. Проникнувши в середину фортеці, Говейн зустрічає віляна, з яким вони забавляються класичною лицарською грою в обезголовлювання. Довівши свою хоробрість, Говейн здобуває прихильність селянина, який всіляко допомагає лицарю.Аби здобути вуздечку, Говейн б'ється з левом, могутнім лицарем а також зі змієм. Потрапивши до володарки замку, він відхиляє її пропозицію залишитись, забирає вуздечку та повертається до двору короля Артура. Дівчина забирає вуздечку та їде геть, не віддячивши лицарю.

## Пародійні елементи
Можна виділити такі пародійні особливості Паєнового твору:
- В чотирнадцятій строфі «Мула без вуздечки» автор називає себе Паєном де Мезьєром (фр. Païen —«язичник»), що наче є антонімом до імені Кретьєна де Труа (фр. Chrétien — «християнин»);
- В Кретьєновому «Персевалі» зображена потворна наїзниця на мулі, а у Паєновому варіанті до двору короля Артура прибуває дівчина на мулі без вуздечки;
- В поемі «Івейн, або лицар із левом» сенешаль Кей повертається до двору короля присоромленим та переможним, а у Паєна йому не вдається здобути вуздечку для дівчини;
- Кретьєновому Івейну брама перерубала навпіл коня, а в Паєнового Говейна вона відрубала лиш кінчик хвоста мула.[1]

## Німецька версія історії
В «Короні», німецькій версії історії Генріха фон ден Тюрліна, можна знайти відповіді на деякі неясні моменти «Мула без вуздечки», зокрема нащо взагалі дівчині та вуздечка. З твору ми дізнаємося, що за допомогою вуздечки дівчина зможе потрапити в середину замку, що обертається, де володарює її сестра, яка позбавила її батьківської спадщини. Вона повертається до сестри, аби домогтися справедливості.